# 기장 안적사 지장시왕도
기장 안적사 지장시왕도(機張 安寂寺 地藏十王圖)는 부산광역시 기장군 안적사에 있는 일제강점기의 시왕도이다. 2005년 3월 3일 부산광역시의 문화재자료 제29호로 지정되었다.

## 개요
안적사 지장시왕도는 면바탕에 채색으로 그린 불화로, 화면 중앙의 연화좌 위에 결가부좌한 지장보살을 중심으로, 좌우하단에 도명존자와 무독귀왕을 비롯한 시왕(十王)을 5위씩 배치하고, 상단에는 판관과 동녀, 선악동자와 사자, 우두귀졸·마두귀졸, 신장상 등을 배치한 군집도이다.
화면하단 중앙에 묵서된 화기를 통해 1919년에 제작되었음을 알 수 있는 본 작품은 인물의 얼굴 표현에 바림을 이용한 음영법이 많이 사용되고 있을 뿐 아니라, 바탕의 재질이나 채색을 통해 시대상을 느낄 수 있다
본 작품은 근대에 만들어진 작품이기는 하나 독특한 표현기법과 섬세하고 화려함 이 돋보이는 보기 드문 작품으로 주목되는 문화재이다

## 참고 문헌
- 안적사지장시왕도 - 국가유산청 국가유산포털

1. ↑  “부산광역시 문화유산자료”.